# Mae Clarke
Mae Clarke, all'anagrafe Violet Mary Klotz (Filadelfia, 16 agosto 1910 – Los Angeles, 29 aprile 1992), è stata un'attrice statunitense, nota per il ruolo di Elisabeth in Frankenstein (1931).

## Biografia
Nata Violet Mary Klotz, frequentò le scene fin da bambina, anche in seguito al fatto che suo padre suonava l'organo in teatro. Esordì nel vaudeville e, a inizio carriera, divise l'affitto con un'altra attrice alle prime armi, Barbara Stanwyck.
I suoi primi film li girò nel 1929 e 1930 alla Fox Film Corporation. Nel 1931 girò la prima versione di The Front Page, nel ruolo di Molly Malloy, la prostituta di buon cuore che crede nell'innocenza del condannato a morte. Subito dopo, per la Warner Bros., ricoprì il ruolo di Kitty in Nemico pubblico (1931), ricordato per la sequenza in cui il protagonista James Cagney le schiaccia in faccia un pompelmo, scena entrata nella storia del cinema.
Lavorò poi anche alla Columbia e all'Universal. Per quest'ultima casa di produzione, specializzata in film dalle atmosfere cupe e horror, girò la prima versione sonora di Frankenstein (1931), a fianco di Boris Karloff, in cui interpretò la parte di Elizabeth, la fidanzata del dottore (Colin Clive).
Nel 1933 ebbe un grave incidente automobilistico che le causò la frattura della mascella; continuò comunque a recitare, ma sempre in ruoli secondari o minori. Negli anni 50 partecipò, sia pure non accreditata, a diversi film ma ebbe anche modo di comparire in diverse serie televisive fino al 1970, dopodiché si ritirò definitivamente per dedicarsi all'insegnamento della recitazione.
Sposata quattro volte, non ebbe mai figli; morì nel 1992 a 81 anni.

## Filmografia

### Cinema

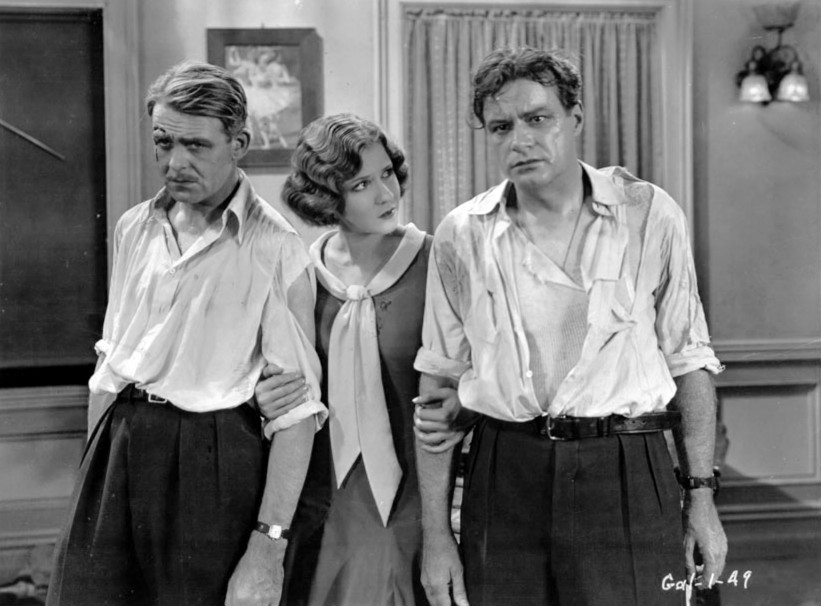
Con Robert Ames e William Harrigan in Nix on Dames

- Il ritorno (Big Time), regia di Kenneth Hawks (1929)
- Nix on Dames, regia di Donald Gallaher (1929)

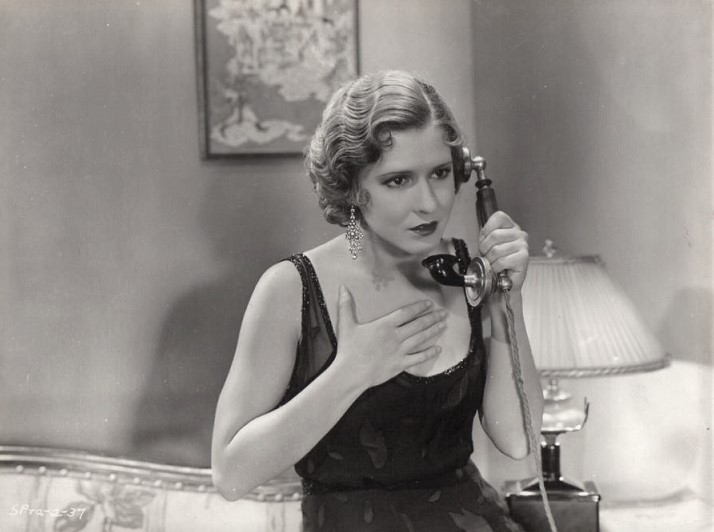
In una scena del film The Dancers

- The Fall Guy, regia di Leslie Pearce (1930)
- The Dancers, regia di Chandler Sprague (1930)
- Men on Call, regia di John G. Blystone (1930)
- The Front Page, regia di Lewis Milestone (1931)
- Nemico pubblico (The Public Enemy), regia di William A. Wellman (1931)
- La peccatrice (The Good Bad Girl), regia di Roy William Neill (1931)
- La donna che non si deve amare (Waterloo Bridge), regia di James Whale (1931)
- Reckless Living, regia di Cyril Gardner  (1931)
- Frankenstein, regia di James Whale (1931)
- Tre maniere d'amare (Three Wise Girls), regia di William Beaudine (1932)
- The Final Edition, regia di Howard Higgin (1932)
- The Impatient Maiden, regia di James Whale (1932)
- Night World, regia di Hobart Henley (1932)
- Breach of Promise, regia di Paul L. Stein (1932)
- Penguin Pool Murder, regia di George Archainbaud (1932)
- Parole Girl, regia di Edward F. Cline (1932)
- Fast Workers, regia (non accreditato) di Tod Browning (1933)
- Turn Back the Clock, regia di Edgar Selwyn (1933)
- As the Devil Commands, regia di Roy William Neill (1933)
- Il caso dell'avv. Durant (Penthouse), regia di W. S. Van Dyke (1933)
- Flamingo Gold, regia di Ralph Ince (1933)
- Lady Killer, regia di Roy Del Ruth (1933)
- Nanà (Nana), regia di Dorothy Arzner e George Fitzmaurice (1934)
- The Side of Heaven, regia di William K. Howard (1934)
- Let's Talk It Over, regia di Kurt Neumann (1934)
- The Man with Two Faces, regia di Archie Mayo (1934)
- Silk Hat Kid, regia di H. Bruce Humberstone (1935)
- The Daring Young Man, regia di William A. Seiter (1935)
- Hitch Hike Lady, regia di Aubrey Scotto (1935)
- La casa delle mille candele (The House of a Thousand Candles), regia di Arthur Lubin (1936)
- Hearts in Bondage, regia di Lew Ayres (1936)
- Sangue selvaggio (Wild Brian Kent), regia di Howard Bretherton (1936)
- Cappelli in aria (Hats Off), regia di Boris Petroff (1936)
- Pugno di ferro (Great Guy), regia di John G. Blystone (1936)
- Fiamme sul Marocco (Trouble in Morocco), regia di Ernest B. Schoedsack (1937)
- I fuorilegge dell'oriente (Outlaws of the Orient), regia di Ernest B. Schoedsack (1937)
- Women in War, regia di John H. Auer (1940)
- Sailors on Leave, regia di Albert S. Rogell (1941)
- I falchi di Rangoon (Flying Tigers), regia di David Miller (1942)
- La dama di Chung-King (Lady from Chungking), regia di William Nigh (1942)
- Il grande silenzio (And Now Tomorrow), regia di Irving Pichel (1944)
- Here Come the Waves, regia di Mark Sandrich (1944)
- Kitty, regia di Mitchell Leisen (1945)
- Reaching from Heaven, regia di Frank R. Strayer (1948)
- Daredevils of the Clouds, regia di George Blair (1948)
- Gun Runner, regia di Lambert Hillyer (1949)
- Streets of San Francisco, regia di George Blair (1949)
- King of the Rocket Man, regia di Fred C. Brannon (1949)
- L'autista pazzo (The Yellow Cab Man), regia di Jack Donohue (1950)
- Testa rossa (The Reformer and the Readhead), regia di Melvin Frank e Norman Panama (1950)
- Anna prendi il fucile (Annie Get Your Gun), regia di George Sidney (1950)
- The Skipper Surprised His Wife, regia di Elliott Nugent (1950)
- La duchessa dell'Idaho (Duchess of Idaho), regia di Robert Z. Leonard (1950)
- Mrs. O'Malley and Mr. Malone, regia di Norman Taurog (1950)
- Le vie del cielo (Three Guys Named Mike), regia di Charles Walters (1951)
- Tutto per tutto (Inside Straight), regia di Gerald Mayer (1951)
- Mr. Imperium, regia di Don Hartman (1951)
- Sua altezza si sposa (Royal Wedding), regia di Stanley Donen (1951)
- Il grande Caruso (The Great Caruso), regia di Richard Thorpe (1951)
- Omertà (The People Against O'Hara), regia di John Sturges (1951)
- Callaway Went Thataway, regia di Melvin Frank e Norman Panama (1951)
- Lo sconosciuto (The Unknown Man), regia di Richard Thorpe (1951)
- Marito per forza (Love Is Better Than Even), regia di Stanley Donen (1952)
- Cantando sotto la pioggia (Singin' in the Rain), regia di Gene Kelly e Stanley Donen (1952)
- Gonne al vento (Skirt Ahoy!), regia di Sidney Lanfield (1952)
- Lui e lei (Pat and Mike), regia di George Cukor (1952)
- Holiday for Sinners, regia di Gerald Mayer (1952)
- Fearless Fagan, regia di Stanley Donen (1952)
- Nostra Signora di Fatima (The Miracle of Our Lady of Fatima), regia di John Brahm (1952)
- Dan il terribile (Horizons West), regia di Budd Boetticher (1952)
- Aquile tonanti (Thunderbirds), regia di John H. Auer (1952)
- Perdonami se mi ami (Because of You), regia di Joseph Pevney (1952)
- I professori non mangiano bistecche (Confidentially Connie), regia di Edward Buzzell (1953)
- La magnifica ossessione (Magnificent Obsession), regia di Douglas Sirk (1954)
- La rivolta delle recluse (Women's Prison), regia di Lewis Seiler (1955)
- Nessuno resta solo (Not as a Stranger), regia di Stanley Kramer (1955)
- Wichita, regia di Jacques Tourneur (1955)
- Tutto finì alle sei (I Died a Thousand Times), regia di Stuart Heisler (1955)
- L'amore più grande del mondo (Come Next Spring), regia di R.G. Springsteen (1956)
- La principessa di Moak (Mohawk), regia di Kurt Neumann (1956)
- Pranzo di nozze (The Catered Affair), regia di Richard Brooks (1956)
- The Desperados Are in Town, regia di Kurt Neumann (1956)
- Gli evasi del terrore (Voice in the Mirror), regia di Harry Keller (1958)
- Tutte le ragazze lo sanno (Ask Any Girl), regia di Charles Walters (1959)
- Posta grossa a Dodge City (A Big Hand for the Little Lady), regia di Fielder Cook (1966)
- Millie (Thoroughly Modern Millie), regia di George Roy Hill (1967)
- L'uomo caffelatte (Watermelon Man), regia di Melvin Van Peebles (1970)

### Televisione
- Crossroads – serie TV, episodio 2x18 (1957)
- The Texan – serie TV, episodio 1x10 (1958)

## Doppiatrici italiane
- Giovanna Scotto in Frankenstein, Wichita
- Clelia Bernacchi ne La dama di Chung-King
- Dhia Cristiani ne I falchi di Rangoon
- Giulia Turi in Dan il terribile
- Flaminia Jandolo in Nemico pubblico (doppiaggio tardivo)